# Église Saint-Jacques de Béziers
L'église Saint-Jacques de Béziers est une église romane située à Béziers dans le département français de l'Hérault en région Occitanie.

## Localisation
Bâtie à l'extrémité de la colline biterroise, au sud de l'ancienne ville, l'église a toujours été située à l'extérieur des remparts, cependant proche de ceux-ci, près du noyau gallo-romain. Elle est entourée d'une place et d'un jardin dominant un faubourg, avec une vision sur l'Orb et ses ponts, la plaine Saint-Pierre et, au loin, les Pyrénées.

## Classement
L'abside fait l'objet d'un classement au titre des monuments historiques le 3 septembre 1912 et une partie de la nef, le 13 mars 1967.

## Historique

### Sur le chemin de Compostelle
L'église Saint-Jacques fut construite durant le premier quart du XIIe siècle. Cependant, la date de sa fondation demeure incertaine et certains documents affirment qu'elle fut fondée par Charlemagne. Une chose est certaine : elle est l'une des plus anciennes églises de Béziers. Saint-Jacques fut, grâce à son abbaye et avec la cathédrale Saint-Nazaire-et-Saint-Celse, une étape pour les jacquets, pèlerins de Saint-Jacques-de-Compostelle, qui s'arrêtaient à Béziers.

### Une église abbatiale
Appelée à l'origine Saint-Jacques-Saint-Michel (selon une tradition ancienne, toute église bâtie sur une hauteur devait être parrainée par un archange), cette église abritait l'abbaye Saint-Geneviève. Le premier abbé connu fut Aymeric, mentionné dans les documents en 907. Le vicomte de Béziers, Raymond II, y fut inhumé en 969. Après la suppression de l'abbaye en 1790, Saint-Jacques est devenue une simple église paroissiale

### De nombreuses transformations
D'origine carolingienne, l'édifice subit de nombreuses modifications, dont la première connue date du début du XIIe siècle. Au XVe siècle, on ajouta deux chapelles, Saint-Joseph et Sainte-Marguerite, ainsi que des ouvertures ogivales du chœur du côté de l'épître (à droite de l'autel). D'autres réparations, au XVIIe siècle, et l'agrandissement de l'église en 1828 finirent par la transformer complètement. Elle garda cet aspect, avec des plâtres et des stucs recouvrant les murs intérieurs jusqu'à l'incendie du début des années 1960. La restauration, dans les années 1960, a permis de retrouver ce qui restait de la construction originelle. La partie carolingienne se devine partiellement grâce à certains ornements.

## Architecture

### Architecture extérieure

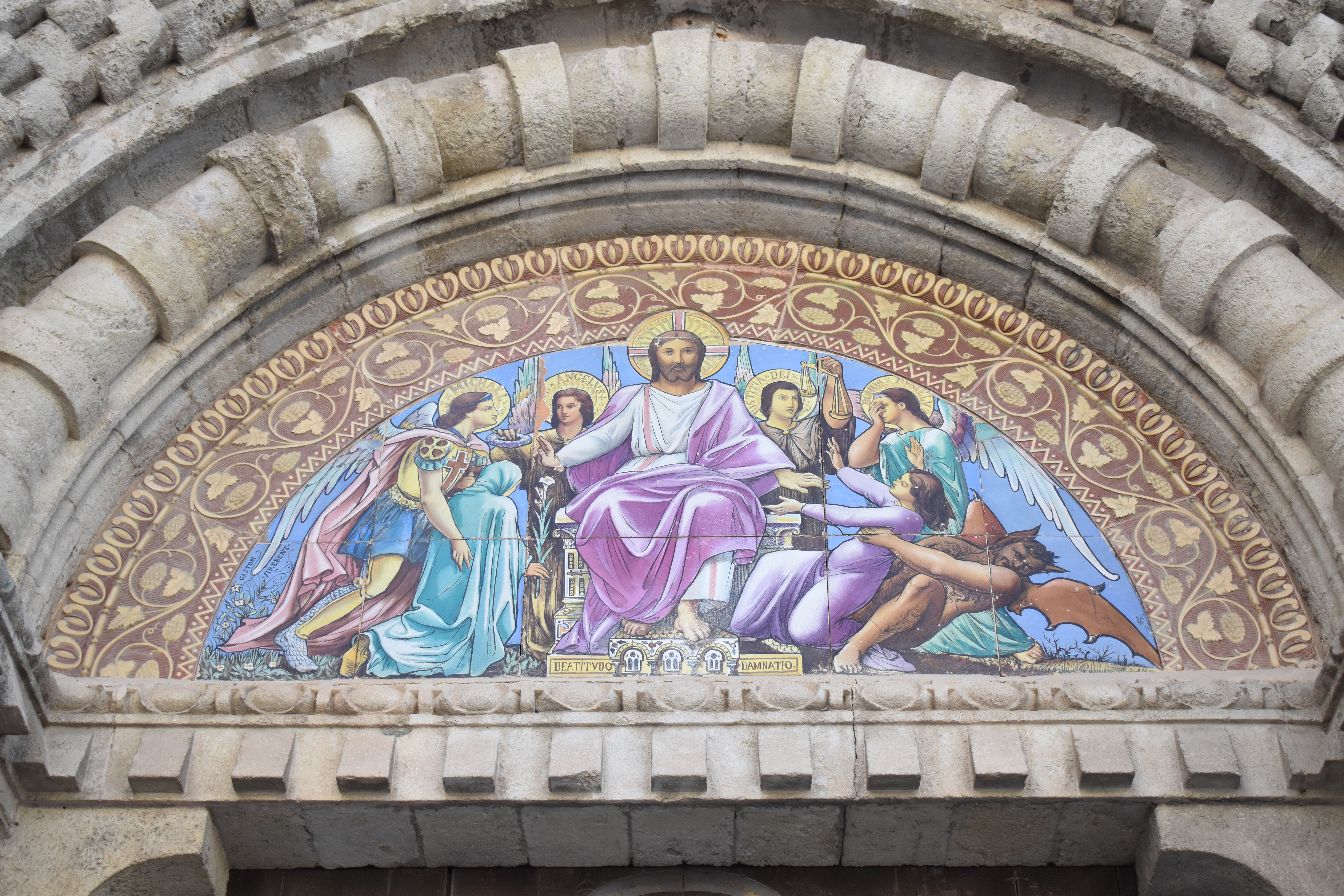
Tympan.

- Le chevet pentagonal, construit en pierres de taille, repose sur un soubassement imposant comportant sept assises de pierre de taille. Les cinq pans du chevet pentagonal sont séparés les uns des autres par de courtes colonnes. Le chevet arbore une remarquable décoration inspirée de l'antique :
  - colonnes
  - chapiteaux à feuilles d'acanthe
  - entablement à l'antique
  - frise d'oves
  - modillons ornés de feuilles d'acanthe

- Le tympan en terre cuite émaillée de l'église évoque le Jugement dernier. On peut voir sur ce tympan la signature de Gaston Virebent et la date de 1862, marquant probablement la fin des travaux d'agrandissement[3].

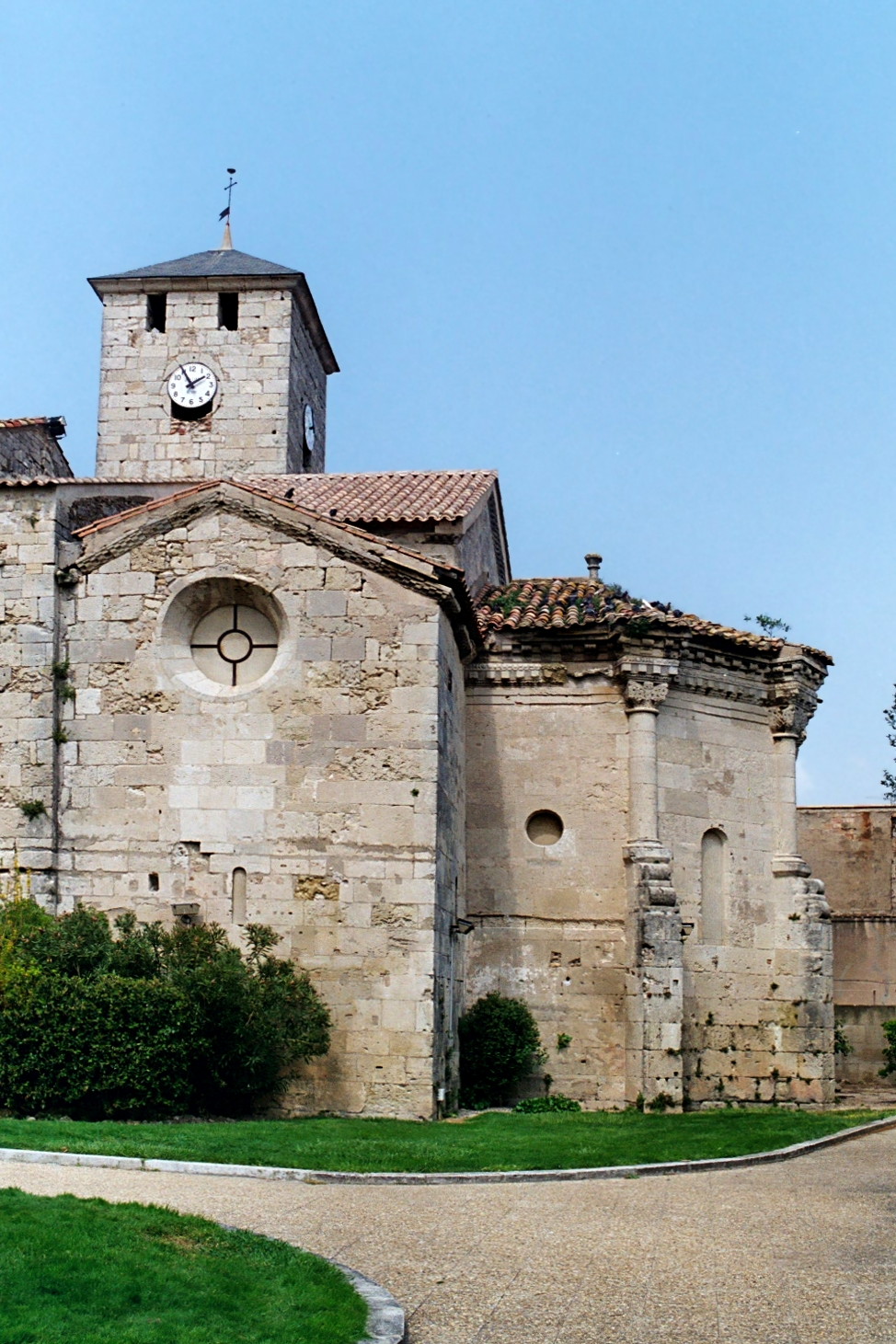
Travée de chœur et chevet.
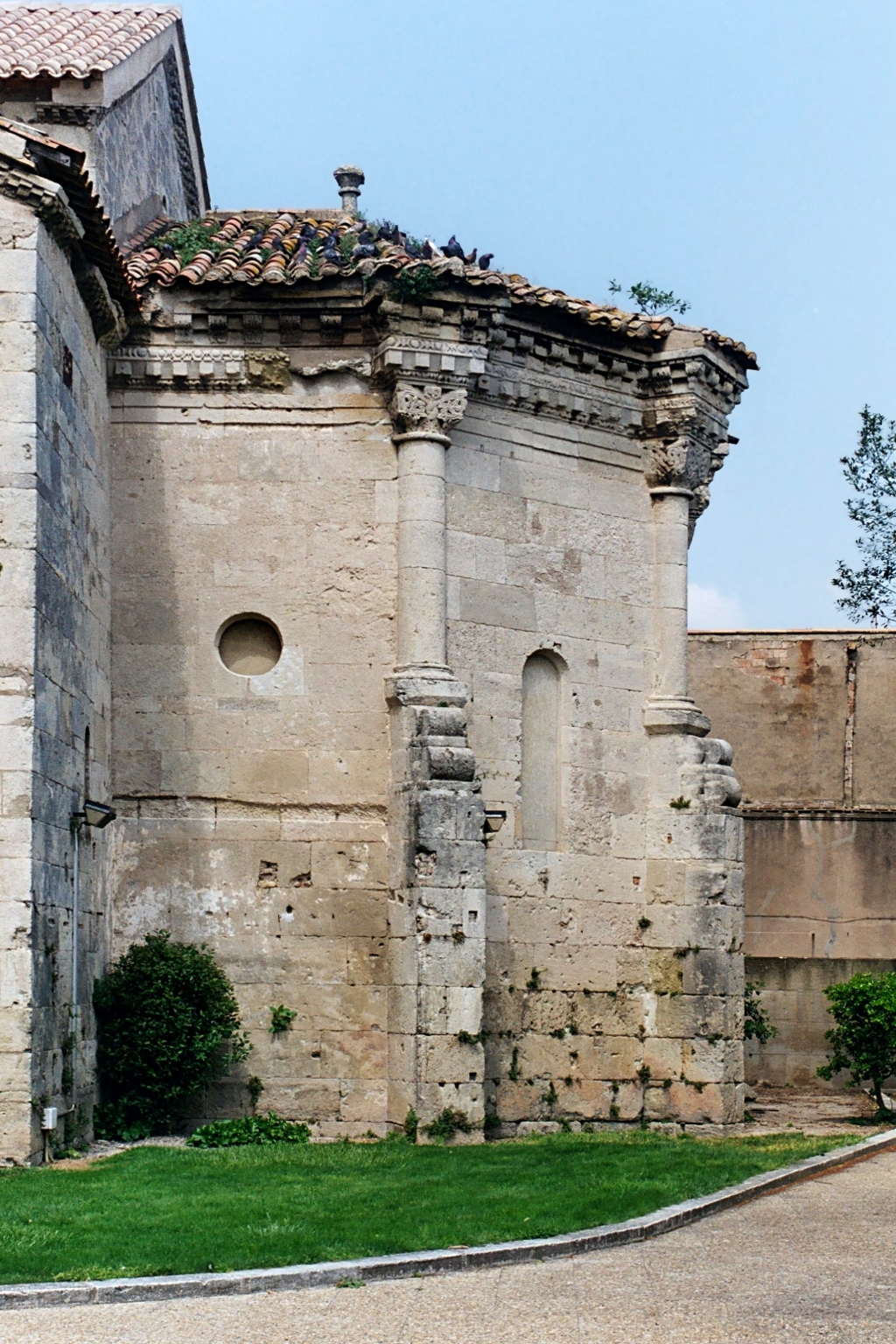
Le chevet pentagonal.
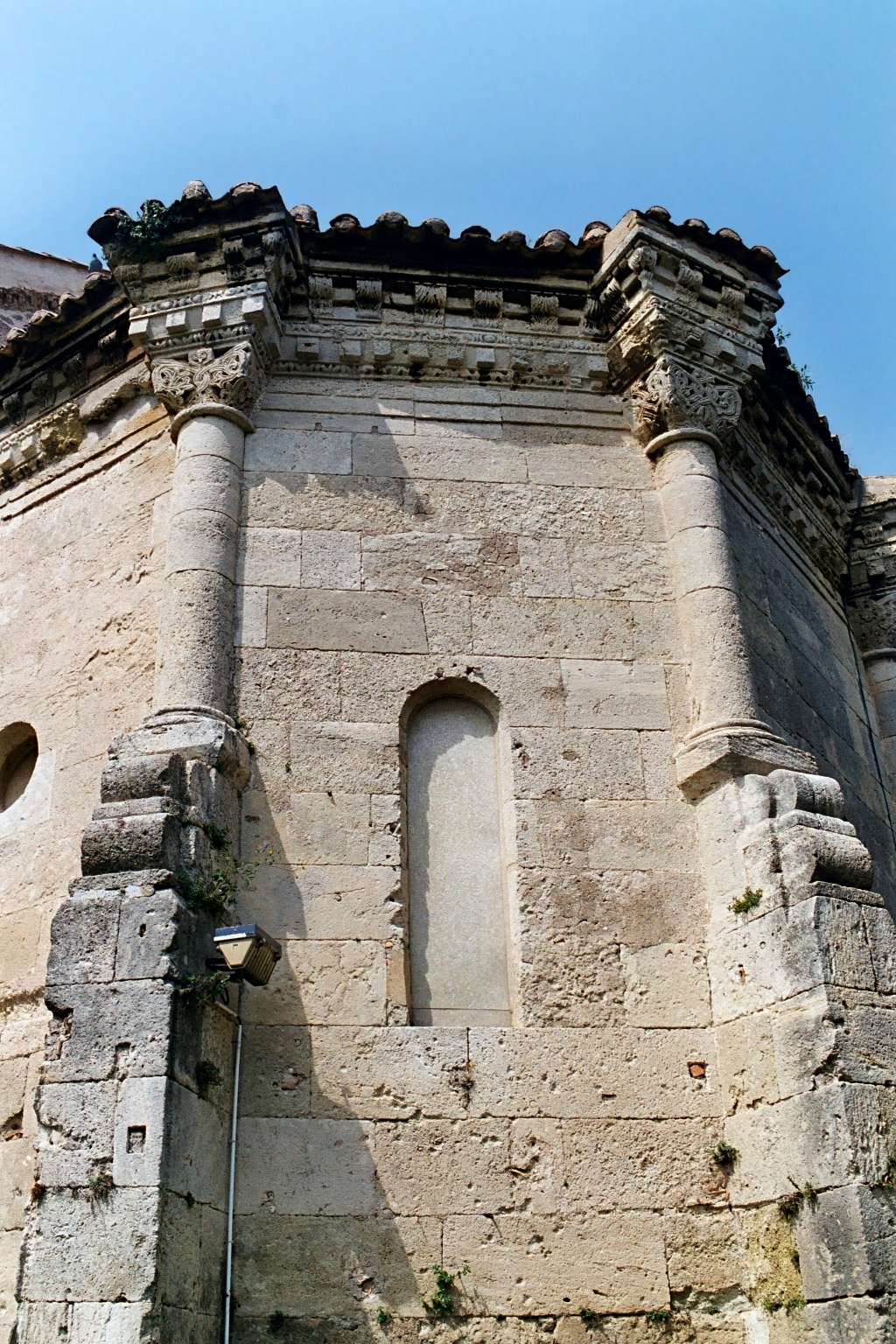
Colonnes et entablement.

### Architecture intérieure

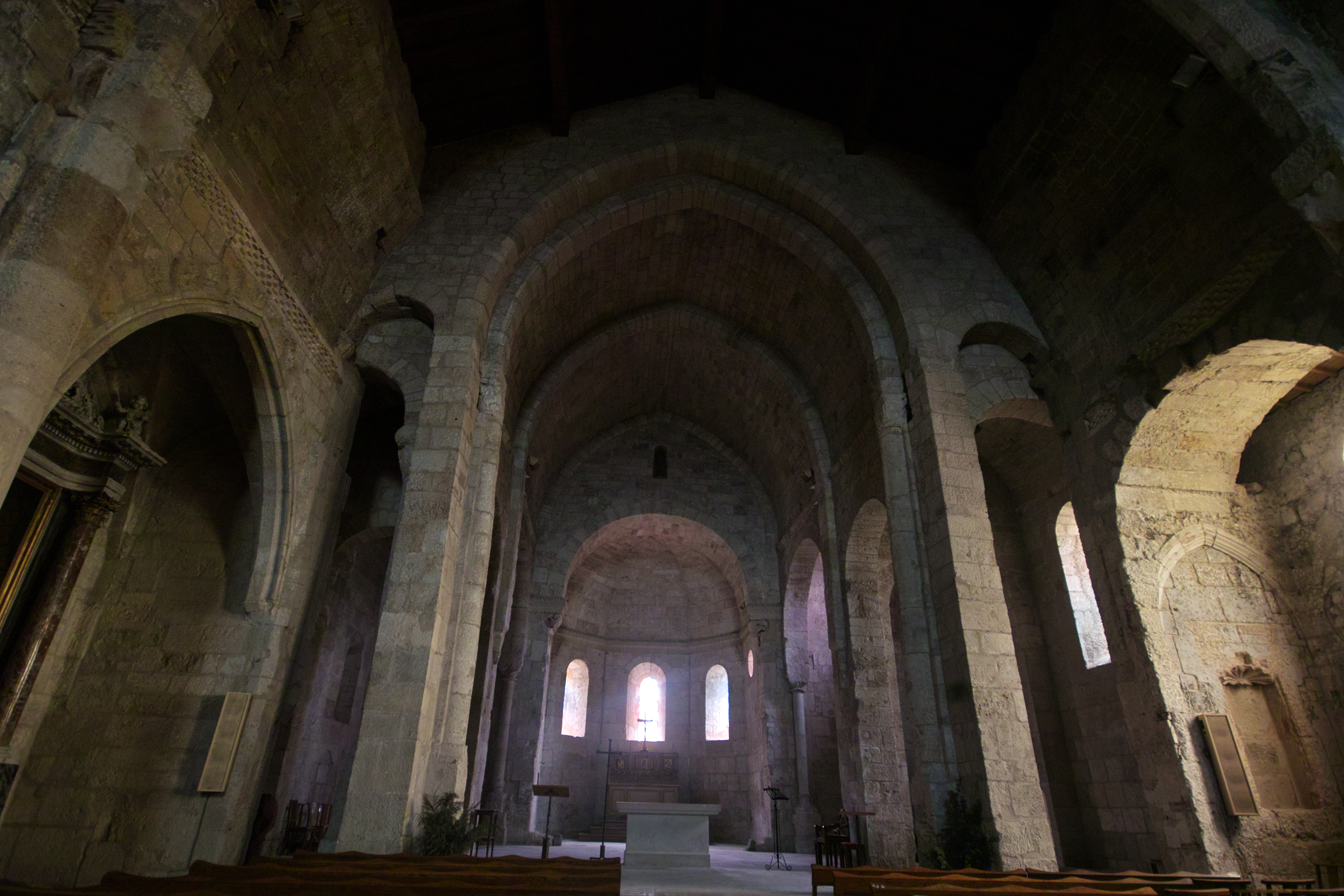
Intérieur de l'église.

## Monuments vus depuis la terrasse de l'église Saint-Jacques

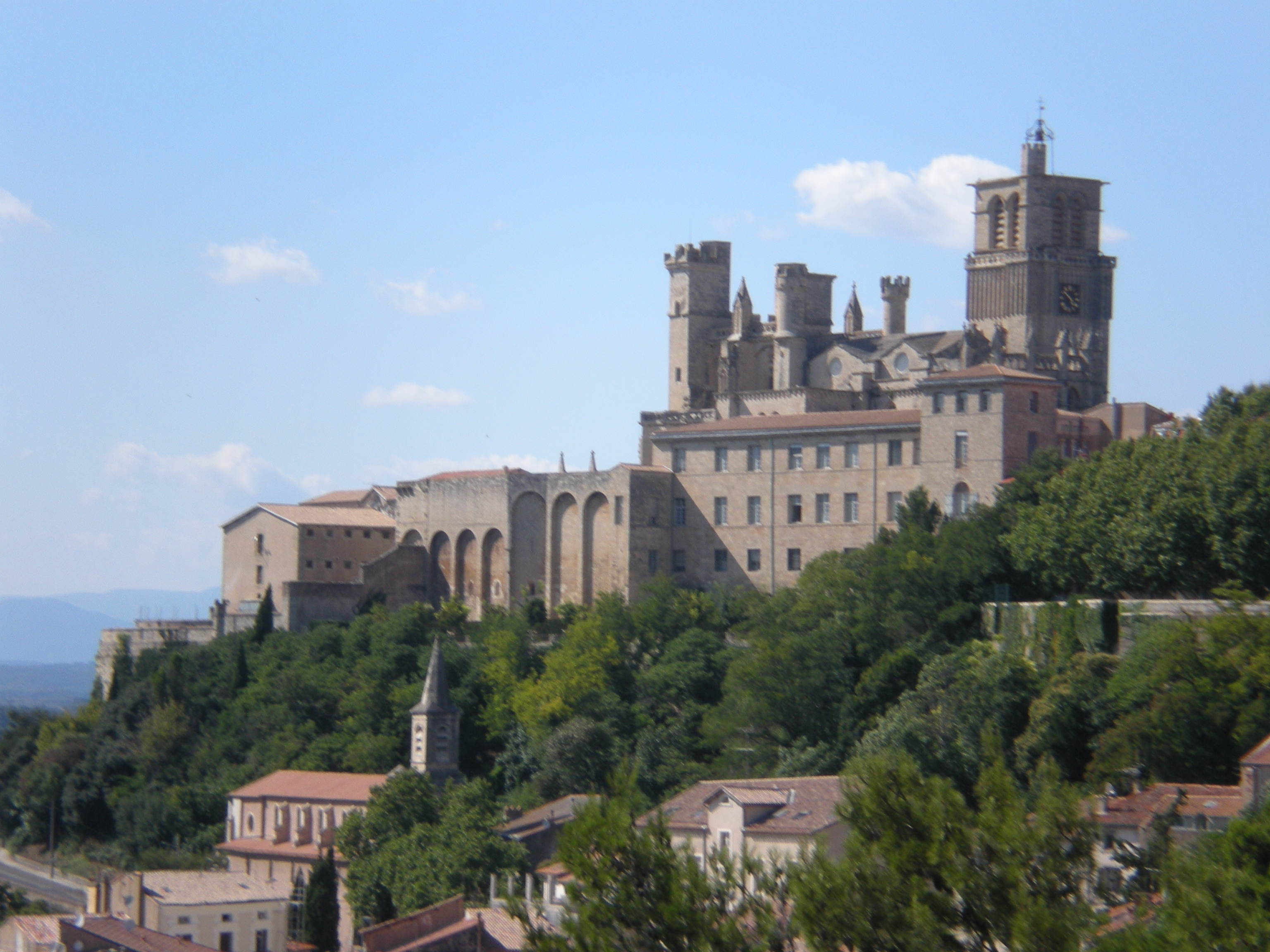
Vue de la cathédrale Saint-Nazaire-et-Saint-Celse.
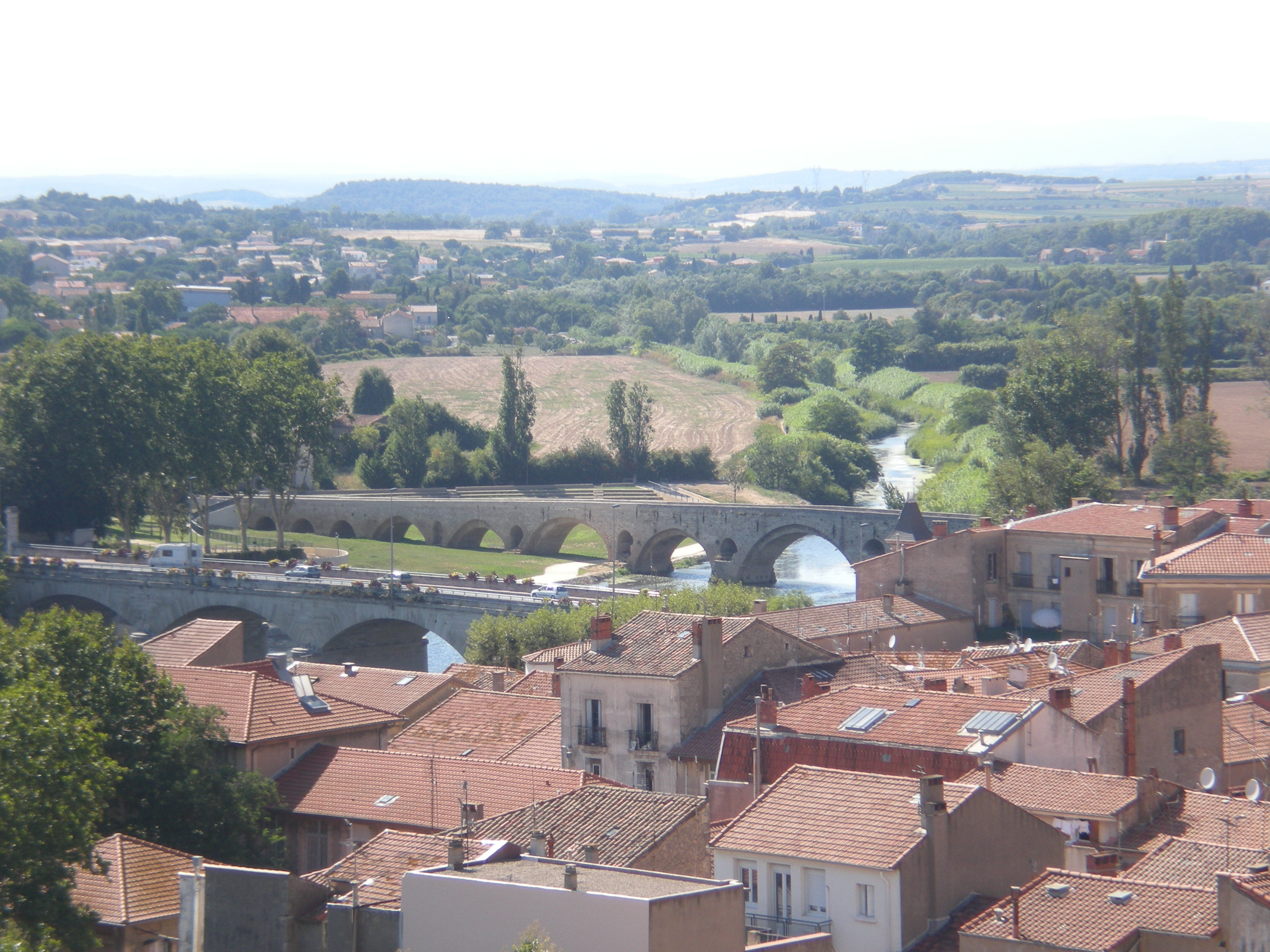
Le Pont Vieux et le Pont Neuf.
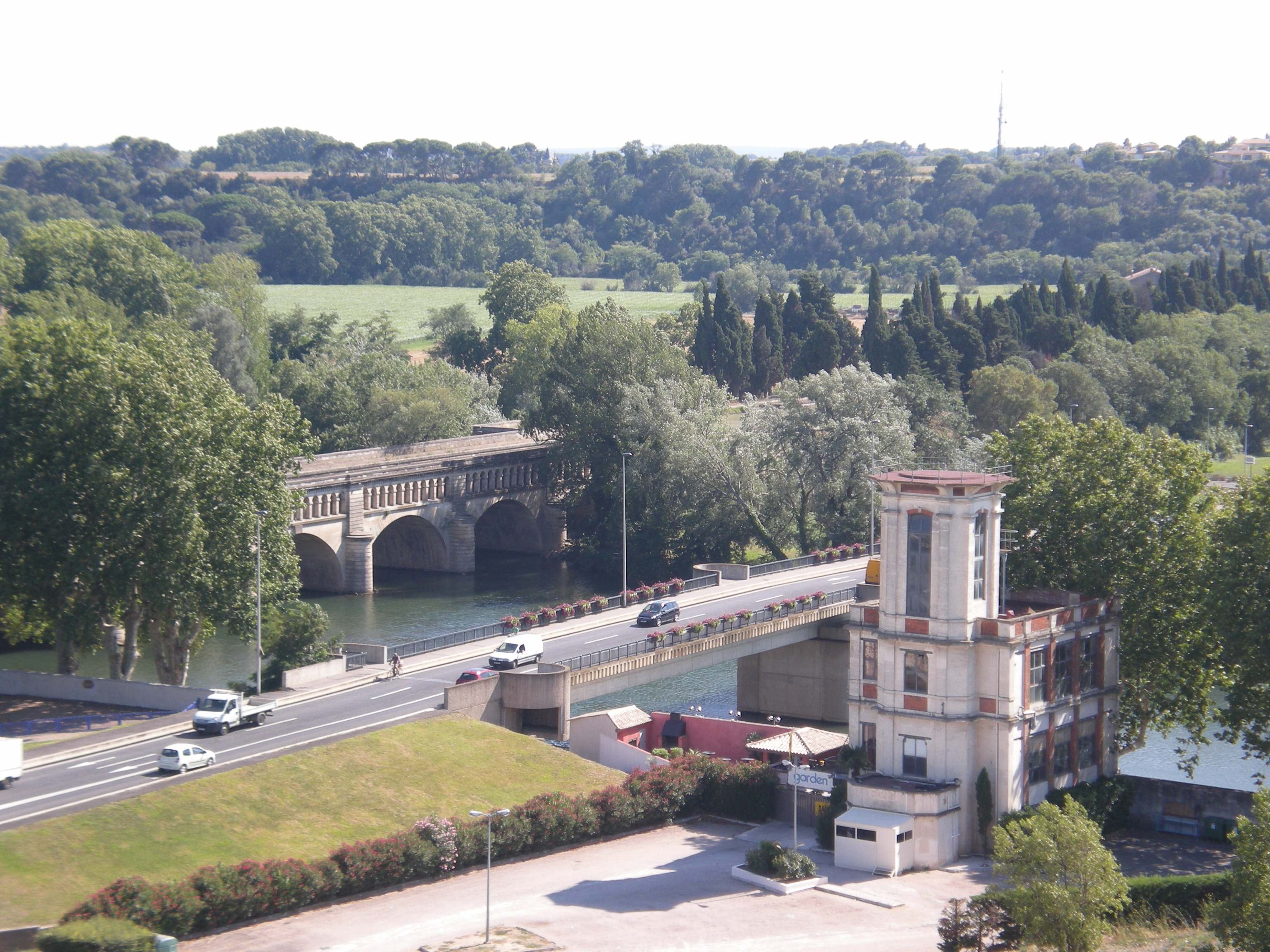
Le pont-canal de Béziers (canal du Midi) et le pont d'Occitanie.